# Henri Gagnebin
Pour les articles homonymes, voir Gagnebin.
Henri Gagnebin, né le 13 mars 1886 à Liège – mort le 1er juin 1977 à Genève, est un organiste, compositeur et musicien vaudois, puis genevois.

## Biographie
Fils d'Henri-Auguste Gagnebin,  pasteur, et d'Adolphine née Heshuysen, Néerlandaise, et petit-fils de Ferdinand-Henri Gagnebin (1816-1890), pasteur qui s'installa à Amsterdam après 1856, et frère d'Elie Gagnebin, Henri Gagnebin fait ses premières classes à Bienne, puis des études classiques au Collège et au Gymnase de Lausanne. 
II étudie le piano avec Auguste Laufer et l’harmonie avec Justin Bischoff. En 1905, il fait un séjour de huit mois à Berlin, lors duquel il étudie la composition avec Richard Rössler.  En 1908, il est à la Schola Cantorum, à Paris, où il travaille l'orgue avec Abel Decaux et Louis Vierne, le piano grâce à des cours particuliers assurés par Blanche Selva et la composition avec Vincent d'Indy. II reste huit ans à Paris, où il tient l'orgue de l'église luthérienne de la Rédemption. En 1916, il est organiste à Lausanne, au temple de Saint-Jean, en même temps qu'il donne des cours au Conservatoire. En 1925, le Conservatoire de Genève fait appel à lui comme directeur. En cette qualité, il proposera à Dinu Lipatti la classe de virtuosité, dans laquelle ce dernier enseignera jusqu'en 1949. Personnellement, il dispense l’enseignement de l’orgue durant quelques années, puis celui des styles et formes de la musique qu’il garda jusqu’à la fin de son mandat, en 1957. Il devient alors directeur honoraire et il prend la charge de doyen des classes de solfège et d’instruments à clavier. En 1961, il se retire définitivement.
En 1938, sur les conseils de Frédéric Liebstöckl, un Viennois arrivé fraichement à Genève et grand connaisseur de l'organisation de festivals, il fonde le Concours international d'exécution musicale de Genève, qu'il préside jusqu'en 1959. La même année, il reçoit le Prix de musique de la ville de Genève, en 1961 le grand prix de l'Institut jurassien et, en 1963, le Prix de composition de l'Association des musiciens suisses.
Durant son activité au Conservatoire de Genève, il fait de celui-ci un foyer de culture musicale, organisant des concerts et des conférences, créant le Concours international d'exécution musicale de Genève, écrivant des articles dans plusieurs revues et journaux, dont La Tribune de Genève, quotidien dont il supervisa les pages musicales.
Comme compositeur, Henri Gagnebin a abordé tous les genres à l’exception de l’opéra. Il a écrit quatre symphonies, deux ballets, un trio, quatre quatuors, un grand nombre de pièces pour instruments de formations diverses, quatre toccatas pour le piano, un concerto pour piano et orchestre, plus de cent pièces sur des psaumes huguenots, deux sonates d’église, ainsi que des pièces d’orgue diverses.

## Oratorios
- Saint-François d'Assise (1933)
- Requiem des Vanités du Monde (1939)
- Chant pour le Jour des Morts et la Toussaint (1943)
- Les Mystères de la Foi (1958)
- Psaume 104 (1962)

## Distinctions
- 1949 Doctorat honoris causa de l'Université de Genève.
- 1959 « Prix de la Ville de Genève »[2].